# 초정탄산수
초정탄산수는 1972년 일화에서 출시된 대한민국 최초의 탄산수 일화생수, 충청북도 청주시 청원구 내수읍 초정리에 위치한 초정약수의 광천수로 만든다. 일화는 초정리에 있는 초정원탕을 보유하고 있으며, 초정원탕 인근의 HACCP 인증 설비를 갖춘 일화 초정공장에서 초정탄산수를 생산하고 있다. 2024년 토트넘 홋스퍼 공식 라이센스 에디션 출시하였다.

## 종류
- 플레인
- 자몽
- 라임
- 레몬
- 그린애플

## 같이 보기
- 칠성사이다
- 트레비
- 씨그램